# Myoprocta pratti
A cutiara o cotiara (Myoprocta pratti) é uma espécie de roedor da família Dasyproctidae.
Pode ser encontrada no Equador, Peru, Colômbia, Venezuela e Brasil.